# Liebling, ich habe die Kinder geschrumpft (Fernsehserie)
Liebling, ich habe die Kinder geschrumpft ist eine US-amerikanische Science-Fiction-Serie, in der es um den Erfinder Wayne Szalinski und seine Familie, Ehefrau Diane und die Kinder Nick und Amy, geht.
Die Serie basiert auf dem gleichnamigen Film: Ein Versuch, die Kinder zu schrumpfen, ist schiefgelaufen. In der Serie gehen weitere Experimente schief.
Der eifrige, aber gutmütige Wissenschaftler Wayne Szalinski konstruiert eine Vielzahl unterschiedlichster Erfindungen, darunter befindet sich auch der Schrumpfstrahler. So gerät er immer wieder in Schwierigkeiten. Seine Frau Diane arbeitet als Rechtsanwältin.
Die Serie spielt in Matheson, Colorado. Gedreht wurde sie jedoch in Calgary, in den Currie Barracks, einer stillgelegten Wohnsiedlung der kanadischen Streitkräfte.

## Auszeichnungen
Die Serie gewann zwei Emmys und einen Young Artist Award. Außerdem war sie für einen weiteren Emmy, einen DGA-Award, einen Motion Picture Sound Award und einen weiteren Young Artist Award nominiert.

## Synchronisation
| Rollenname      | Schauspieler       | Deutsche Synchronstimme |
| --------------- | ------------------ | ----------------------- |
| Wayne Szalinski | Peter Scolari      | Michael Pan             |
| Diane Szalinski | Barbara Alyn Woods | Arianne Borbach         |
| Amy Szalinski   | Hillary Tuck       | Giuliana Jakobeit       |
| Nick Szalinski  | Thomas Dekker      | Fabian Hollwitz         |

## Folgen
| Staffel 1 (1997–1998) | Staffel 1 (1997–1998)                          | Staffel 1 (1997–1998)                             |
| --------------------- | ---------------------------------------------- | ------------------------------------------------- |
| Folge                 | Deutscher Titel                                | Originaltitel                                     |
| 1                     | Liebling, Opa hat uns verschluckt              | Honey, We’ve Been Swallowed by Grandpa            |
| 2                     | Liebling, das Haus will uns umbringen          | Honey, The House is Trying to Kill Us             |
| 3                     | Liebling, ich bin ein Geist                    | Honey, I’m Haunted                                |
| 4                     | Liebling, wir haben eine Zeitmaschine          | Honey, We’re Stuck in the 70s                     |
| 5                     | Liebling, wir sind Spielfiguren                | Honey, I Shrunk the Science Dude                  |
| 6                     | Liebling, du hast neun Leben                   | Honey, You’ve Got Nine Lives                      |
| 7                     | Liebling, mich gibt’s mehrfach                 | Honey, I Got Duped                                |
| 8                     | Liebling, Kobolde gibt es nicht                | Honey, They’re After Me Lucky Charms              |
| 9                     | Liebling, mein Freund ist ein Alien            | Honey, They Call Me the Space Cowboy              |
| 10                    | Liebling, ich weiß, was du denkst              | Honey, I Know What You’re Thinking                |
| 11                    | Liebling, du lebst in der Vergangenheit        | Honey, You’re Living in the Past                  |
| 12                    | Liebling, ich löse mich auf                    | Honey, I’m Streakin’                              |
| 13                    | Liebling, die Barbaren kommen                  | Honey, Meet the Barbarians                        |
| 14                    | Liebling, dein Sohn ist ein Monster            | Honey, You’ve Drained My Brain                    |
| 15                    | Liebling, mich laust ein Yeti                  | Honey, He’s Not abinable… He’s Just Misunderstood |
| 16                    | Liebling, ich bin verrückt vor Liebe           | Honey I'm in the Mood for Love                    |
| 17                    | Liebling, die Bären sind los                   | Honey, The Bear Is Bad News                       |
| 18                    | Liebling, ich bin ein Geheimagent              | From Honey, With Love                             |
| 19                    | Liebling, Wach’ ich oder träum’ ich            | Honey, I’m Dreaming… But Am I                     |
| 20                    | Liebling, wir haben ein Müllproblem            | Honey, The Garbage Is Taking US Out               |
| 21                    | Liebling, ich bin unsichtbar                   | Honey, You’re So Transparent                      |
| 22                    | Liebling, hab’ keine Angst vorm schwarzen Mann | Honey, It’s No Fun Being an Illegal Alian         |

| Staffel 2 (1998–1999) | Staffel 2 (1998–1999)                          | Staffel 2 (1998–1999)                              |
| --------------------- | ---------------------------------------------- | -------------------------------------------------- |
| Folge                 | Deutscher Titel                                | Originaltitel                                      |
| 23                    | Liebling, unser Hund ist 20 Meter groß         | Honey, It’s Quarkzilla                             |
| 24                    | Liebling, unsere Tochter ist eine Meerjungfrau | Honey, She’s Like a Fish Out of Water              |
| 25                    | Liebling, ich glaube die Welt geht unter       | Honey, It’s Doomsday                               |
| 26                    | Liebling, Gruselgeschichten werden wahr        | Honey, Let’s Trick or Treat                        |
| 27                    | Liebling, unser Sohn hat ein Heimspiel         | Honey, I’m Rooting for the Hometeam                |
| 28                    | Liebling, wir altern sehr schnell              | Honey, We’re Young at Heart                        |
| 29                    | Liebling, wir sind Vergangenheit               | Honey, We’re Past Tense                            |
| 30                    | Liebling, magst du Wrestling?                  | Honey, I’m Wrestling with a problem… and the Chief |
| 31                    | Liebling, der Hase ist ein Monster             | Honey, the Bunny Bit It                            |
| 32                    | Liebling, wir gehen zum Zirkus                 | Honey, I’ve Joined the Bigtop                      |
| 33                    | Liebling, ich bin der Zauberlehrling           | Honey, I’m the Sorcerer’s Apprentice               |
| 34                    | Liebling, ich bin König der Himmelsstürmer     | Honey, I’m King of the Rocket Guys                 |
| 35                    | Liebling, die Zukunft holt mich ein            | Honey, the Future’s Coming Back to Me              |
| 36                    | Liebling, es ist ein Wunder                    | Honey, it’s a Miracle                              |
| 37                    | Liebling, du wirst immer meine Prinzessin sein | Honey, You’ll Always Be a Princess to Me           |
| 38                    | Liebling, wir haben die Windpocken im Haus     | Honey, There’s a Pox on Our House                  |
| 39                    | Liebling, ich versuche mein Glück als Lehrer   | Honey, I’m Going to Teach You a Lesson             |
| 40                    | Liebling, wir haben einen guten Geist          | Honey, It’s the Ghosted with the Mosted            |
| 41                    | Liebling, das Leben ist voller Tücken          | Honey It’s a Blunderful Life                       |
| 42                    | Liebling, es ist deine Party                   | Honey, It’s Your Party                             |
| 43                    | Liebling, die Clowns sind los                  | Honey, I’m Not Just Clowning Around                |
| 44                    | Liebling, die Hexen sind unter uns             | Honey, I’ll Be Right Witch You                     |

| Staffel 3 (1999–2000) | Staffel 3 (1999–2000)                           | Staffel 3 (1999–2000)                             |
| --------------------- | ----------------------------------------------- | ------------------------------------------------- |
| Folge                 | Deutscher Titel                                 | Originaltitel                                     |
| 45                    | Liebling, ich bin kurz in der Vergangenheit     | Honey, Name That Tune                             |
| 46                    | Liebling, es ist ein „Milliarden Dollar“-Geheim | Honey, It’s a Billion Dollar Brain                |
| 47                    | Liebling, ich habe deine Schwester in mir       | Honey, It Takes Two to Mambo                      |
| 48                    | Liebling, wir sind im Fernsehen                 | Honey, We’re on TV!                               |
| 49                    | Liebling, es herrscht Glut und Verderben        | Honey, It’s Gloom and Doom                        |
| 50                    | Liebling, ich bin der Ninja-Schreck             | Honey, I’m Kung Fu Fighting                       |
| 51                    | Liebling, ich bin eine Golfniete                | Honey, I’m Not Up to Par                          |
| 52                    | Liebling, Amors Wege sind unergründlich         | Honey, It’s One Small Step for Manking            |
| 53                    | Liebling, dein Fahrstil lässt zu Wünschen übrig | Honey, You’re Driving Me Like Crazy               |
| 54                    | Liebling, wir retten das Theater                | Honey, the Play’s the Thingie                     |
| 55                    | Liebling, wir gehen auf Sendung                 | Honey, He Ain’t Rude, He’s My Brother             |
| 56                    | Liebling, ich bin ein Hellseher                 | Honey, You Won't Believe What Happens Next!       |
| 57                    | Liebling, Situation normal, alles wie gehabt    | Honey, Situation Normal, All Szalinski’d Up       |
| 58                    | Liebling, im Zoo sind die Tiger los             | Honey, It’s the Fixer-Uppers                      |
| 59                    | Liebling, ich habe einen Doppelgänger           | Honey, I’m On the Lam                             |
| 60                    | Liebling, ich bin ein Superheld                 | Honey, I’m the Wrong Arm on the Law               |
| 61                    | Liebling, wir reisen durch Raum und Zeit        | Honey, It’s an Interplanetary, Extraordinary Life |
| 62                    | Liebling, ich bin verhext                       | Honey, I’m Spooked                                |
| 63                    | Liebling, wie der Vater so der Sohn             | Honey, Like Father, Like Son                      |
| 64                    | Liebling, Nick ist König der Talkshow           | Honey, The Growing Up Is Hard to Do               |
| 65                    | Liebling, gut geschrumpft ist halb gewonnen     | Honey, I Shrink, Therefore I Am                   |
| 66                    | Liebling, ich knacke den Fall                   | Honey, Whodunit?                                  |